# Pointe de Pramecou
La pointe de Pramecou est une montagne de France située en Savoie, dans le massif de la Vanoise.

## Géographie
Le sommet qui s'élève à 3 009 mètres d'altitude est situé sur une arête qui descend du dôme de Pramecou au sud-est (3 081 m) et se prolonge vers le nord-ouest jusqu'à l'aiguille Noire de Pramecou (2 977 m) via la crête et le col des Vés (2 846 m). La pointe domine d'une part la haute vallée du Doron de Champagny et notamment le Doron de Prémou et le glacier de Pramort au sud-ouest et d'autre part Tignes et notamment Val Claret au nord-est. Deux itinéraires de ski de randonnée passent aux pieds de la pointe au sud-ouest et au nord-est mais elle reste à l'écart des sentiers de randonnées, notamment le sentier de grande randonnée 5 dans sa partie de la Grande traversée des Alpes au col du Palet au nord.
La montagne est formée de calcaires et de marbres du Jurassique supérieur déformés en de nombreux plis subhorizontaux et fortement érodés par les glaciers, le tout reposant sur des calcaires schisteux du Jurassique inférieur qui forment notamment la Grande Motte au sud. Au nord au niveau du col du Palet s'étendent des terrains constitués de gypses et de cargneules du Trias.

Vue panoramique depuis le nord-est des rochers de la Grande Balme, du dôme de Pramecou, de la pointe de Pramecou et de l'aiguille Noire de Pramecou de gauche à droite.